# Grandpierre K. Endre
Grandpierre K. Endre, születési nevén Kolozsvári Grandpierre Endre (Hódság, 1916. október 6. – Budapest, 2003. július 17.) magyar író, költő, gondolkodó és magyarságkutató. Nemesi származású ősei Franciaországból elűzött hugenották voltak. Fiai Grandpierre Attila csillagász, író, költő, a fizikai tudományok kandidátusa, zenész, valamint  Grandpierre Károly festőművész.
Az Eötvös Loránd Tudományegyetem Bölcsészettudományi Kar magyar–történelem szakán végzett. Aktívan sportolt, futásban ifjúsági országos bajnok volt. Fiatal korában inkább költőként vált ismertté. A Fogadalom című versét az 1956-os forradalom során beolvasták a rádióban, míg a Magamról című költeménye az angol BBC rádió adásában szerepelt. Történészként a magyar történelem azon oldalát kutatta, amivel nem igazán foglalkoztak kortársai, például a „Fekete hóesés” című művében arról írt, hogy Zrínyi Miklóst 1664-ben nem vadkan, hanem egy merénylő sebezhette halálra. A magyarságkutatás témájában publikált munkáit a fősodorbeli magyar történettudomány képviselői nem fogadták el. A „nemzeti ősvallás” alapjainak lerakására irányuló erőfeszítései gyakorlatilag visszhangtalanok maradtak.
Történészi munkásságának eredménye, hogy közvetlenül László Gyula 1978-as „kettős honfoglalás” elmélete után tette közzé a Tárih-i-Üngürüsz ismertetését (1979-ben). A művet az 1860-as években Vámbéry Ármin és Budenz József is ismertette és az 1960-as években Törökországban török nyelven Hazai György több írást is publikált a műről. Grandpierre K. Endre érdeme, hogy a krónika magyar nyelven is elérhetővé vált, hiszen ő küzdötte ki ezt a minisztériummal folytatott levelezésével és nagy hatású tanulmányával. Az 1970-es években felhívta a figyelmet arra is, hogy a közismerttől egészen eltérő csodaszarvas-történet található a krónikában.

## Életrajza

### Származása

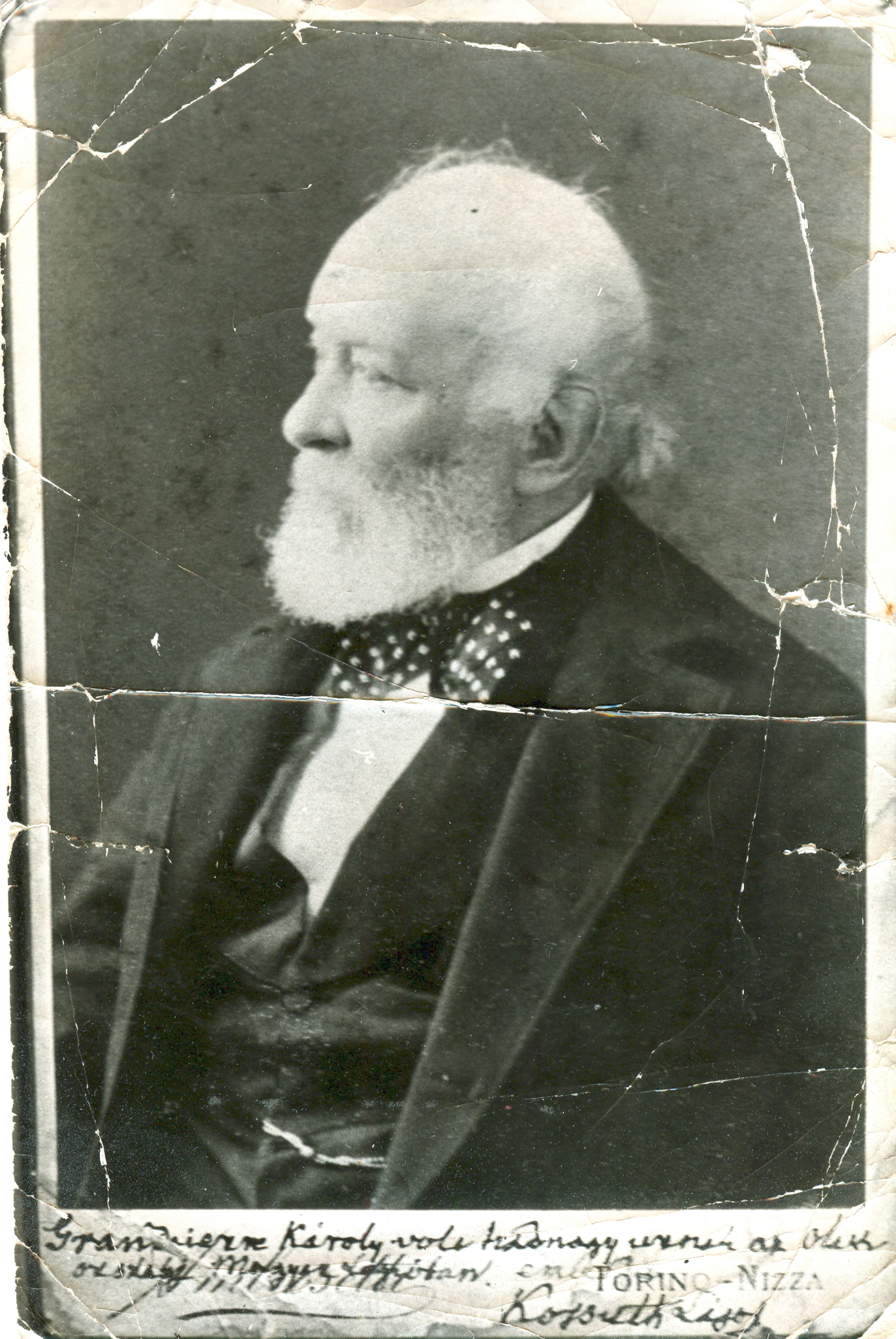
Kossuth Grandpierre Károlynak dedikált fotója

Ősei francia hugenotta nemesek voltak, és Szent Bertalan éjszakáján, 1572. augusztus 23-án menekültek el Párizsból Svájcba, Genf kantonba. A családi legenda szerint Franciaországban jelentős szerepet játszottak, többen közülük püspökök voltak. Svájcban egyikük (Louis Grandpierre) köztársasági elnök volt, egy másikukról (Ernst Grandpierre) pedig egy hibrid rózsát neveztek el az 1900-as évek elején.
Charles Grandpierre – talán a napóleoni háborúk idején Magyarországra vetődött egyik ősének hatására – 1826–27-ben egész Európát végiglátogatta (útlevele tanúsága szerint járt Kölnben és Hamburgban is) és végül Magyarországon telepedett le, ahol nemsokára kitört a magyar szabadságharc. A Svájcból, pontosabban Genf kantonjából idetelepült Charles (aki később magyarosította nevét Grandpierre Károlyra), már magyarként szerzett érdemeket: Kossuth Lajos írnoka és tanácsadója volt, nagy tudományú, több nyelven beszélő tudósként írtak róla. A magyar szabadságharc leverése után a szabadsághoz ragaszkodó
honvédként Itáliába ment, ahol Garibaldi tisztjeként fiával és még egy másik Grandpierre-rel is együtt harcolt. Ez a fia, a már 1839-ben született Grandpierre Károly, Grandpierre K. Endre nagyapja, aki igazi „rebellis” volt, és nemcsak az 1859-es szárd–francia–osztrák háborúból vette ki részét, de a kufsteini várbörtönt is megjárta. Később Pesten posta- és távírótanácsos, valamint a távírdai igazgatóság titkára lett. Érdemei elismeréséül a Grandpierre család nemesi címet és birtokot kapott Kolozsvár környékén, innen ered nemesi címük és kolozsvári előnevük. 1891-ben Budapesten halt meg, életének 52. évében. Az ő fiaként 1869-ben született dr. Grandpierre Károly, akit előbb felvinci majd később, 1914. augusztus 23-án, hódsági járásbírónak neveztek ki. Mivel Trianon után Erdélyben magyarnak vallotta magát és nem akart esküt tenni a Román Királyságnak, ezért elvesztette birtokait, valamint állását is. Ezután napszámosként dolgozva tartotta el a családját. Felesége zongoratanárnő volt. Tizenhárom gyermekük született.

### Fiatalkora, tanulmányai, családja

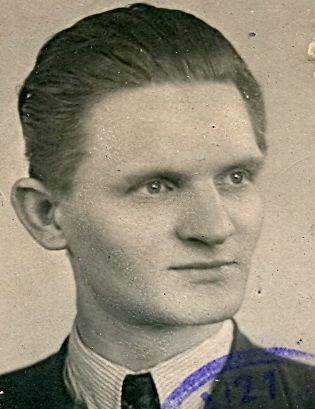
Igazolványképe 1943-ból

Grandpierre K. Endre (anyakönyvi nevén Kolozsvári Grandpierre Endre) 1916-ban született Hódságban, a Délvidéken, ahol akkoriban édesapja dolgozott. Már ötéves korában kivívta, hogy iskolába járhasson. Nemcsak szellemi képességeivel, hanem testi erejével, gyorsaságával és fellépésével is hamar kitűnt társai közül. Kitűnő futó volt, atléta-alkat, így az ifjúsági korosztályban futó-atléta országos bajnok lett (családjában nem volt ritka a jó sportteljesítmény: Grandpierre Miklós – később Kolozsvári Miklós – több atlétikai bajnokságot is nyert magasugróként, és Óbudán utcát neveztek el róla. Grandpierre Csaba pedig 21 évesen, 1974-ben országos bajnokságot nyert 50 km-es gyaloglásban.).
Testvérei közül különösen Károly állt közel hozzá, aki szintén írt verseket, valamint az országos bajnok magasugró, Miklós. 1944-ben Budapesten fegyverrel harcoltak a németek ellen a magyar szabadságért. Ebben a harcban esett el legkedveltebb testvére Grandpierre Károly. Amikor a szovjetek beérték és felszólították őket, hogy álljanak át a szovjetek oldalára, visszautasították azzal, hogy ők a magyar szabadságért harcoltak. A második világháború után elvégezte az Eötvös Loránd Tudományegyetemet, ahol a Bölcsészettudományi Kar magyar-történelem szakán szerzett diplomát.
Rideg Erzsébettel 1946-ban kötött házasságából két fia született: Grandpierre Károly (1949–2014, festőművész), és Grandpierre Atilla (1951–, csillagász, zenész, író). Elvált, második felesége Török Júlia volt.

### Munkássága

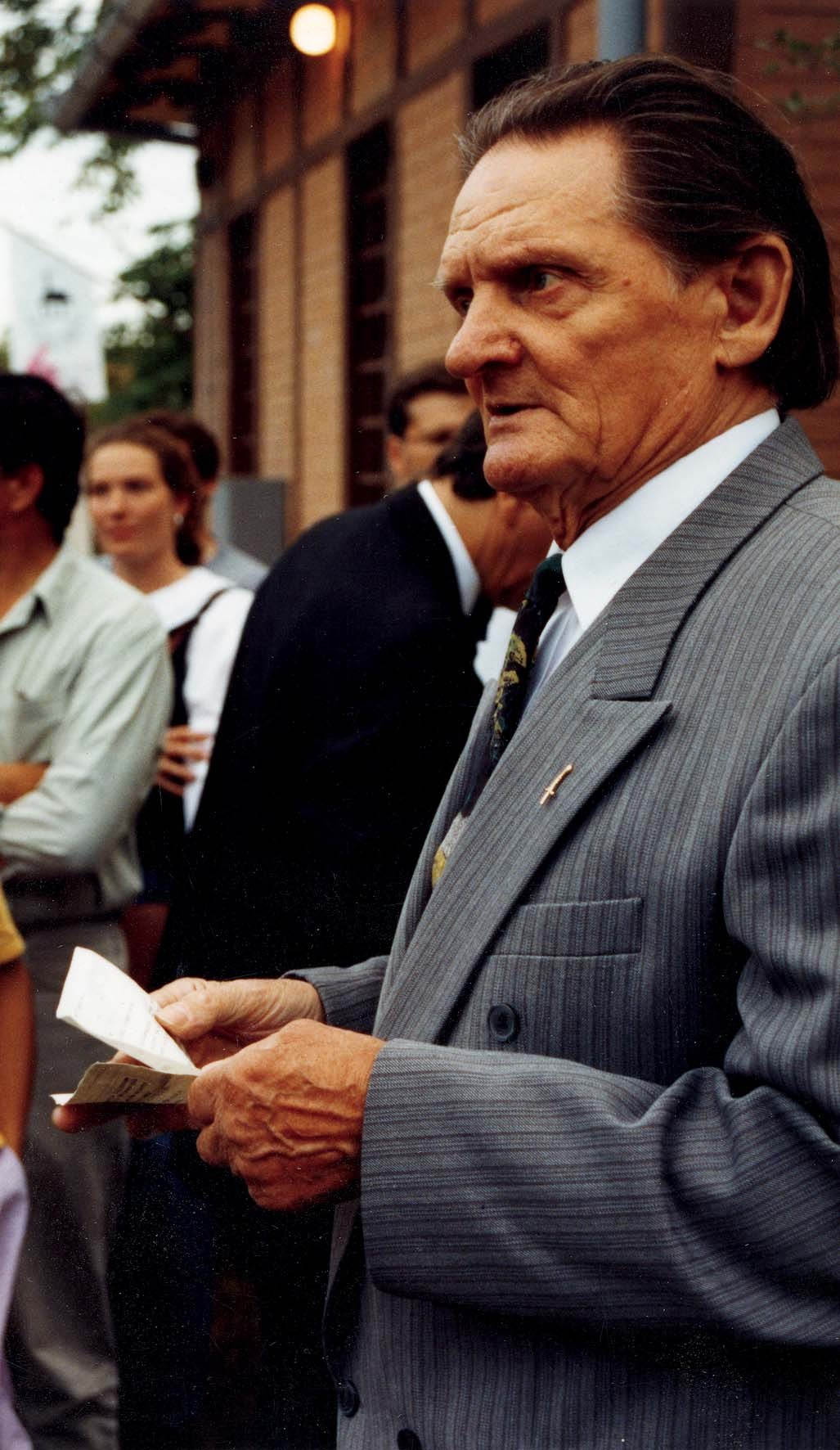
2000-ben

Költőként kezdte pályáját, 1956-os forradalom alatt Magamról című költeménye elhangzott az angol BBC rádióban, a Fogadalom című versét pedig beolvasták a Magyar Rádióban. Mindezek ellenére nem volt azok között az irodalmárok között, akik nyílt levélben tiltakoztak az ellen, hogy az ENSZ Közgyűlése megtárgyalja a világszervezet – úgynevezett – ötös bizottságának jelentését a forradalmat követő megtorlásokról.
A forradalom után a történelem alapkérdései felé fordult. Pályafutásában jelentős szerepet játszottak barátai. Megismerkedett Majtényi Zoltánnal, aki a Móra Ferenc Ifjúsági Könyvkiadónál dolgozott, és nagy tisztelője és segítője volt. Neki köszönhetően jelentek meg kisebb könyvei: a Jégtündér (1957), a Találós kérdések (1959), és a Szegénylegény és levélmenyasszony (1961). Ezeket a munkákat követte 1961-ben első nagyszabású műve, Az ördög apostolai (1962).
A könyv kilenc év után jelenhetett meg és sikeres lett. Következő műve, a Fekete hóesés (1970). Ebben több mint 100 oldalon át, kordokumentumok alapján igyekezett bizonyítani, hogy Zrínyi Miklós, költő és hadvezér halálát nem vadkan okozta, hanem a Habsburgok gyilkoltatták meg. Bár egy kritikában kötelező olvasmánynak ajánlották, a történelmi-politikai gyilkosság ügyében elfoglalt álláspontja miatt háttérbe szorult. Később egy újabb barátság biztosított megjelenési lehetőséget: Kiss Dénes, a Népszava munkatársa, tisztelőjeként elérte, hogy legalább versei, kisebb írásai napvilágot láthassanak
1979-ben alapos elemzéssel jelentkezett a Kortárs című folyóiratban: az „Árpád-nagykirály kori ősgeszta”, a Tárih-i-Üngürüsz hosszú idő után első ismertetésével és tanulmányával. Elsősorban kutatásainak, és a minisztériummal folytatott kitartó levelezésének köszönhetően, sokéves közéleti küzdelem után látott először napvilágot ez a mű magyar nyelven 1982-ben.
Hirdette, hogy az igazsághoz való jog minden más jognál alapvetőbb. Kapcsolatban állt Oláh Imrével, Orbán Dezsővel, és sok más magyar őstörténésszel, mégis önmagára utalva, önállóan, egymagában dolgozott. Munkássága évtizedei alatt megalkotta a Magyarság központi titkai, a Magyar ősidők csodálatos mondái, és a Magyarok titkos története sorozatokat, amelyeket igyekezett a magyarság fontos útmutatóinak rangjára emelni a széles köztudatban.
1989-ben jelent meg Lajos király három halála és négy temetése című oknyomozó tanulmánykötete. Ezt követte az Aranykincsek hulltak a Hargitára (1990), majd a Királygyilkosságok (1993). Kiemelkedik életművéből a Történelmünk központi titkai sorozat megjelent 11 füzete (1996; egy könyvben kiadva 2011-ben), az Anonymus gesztájának jelentőségét először tárgyaló Anonymus titkai nyomában (1998), a Déva várához fűződő mondakört feltáró Kővárból kiáltó asszony / A Magyar ősidők csodálatos mondái (1998), és az Isten kardja mondakört bemutató és titkait megfejtő Rögberejtett Isten kardja (1998). Huszonöt történelmi, őstörténelmi könyve jelent meg 1989 után, majd két posztumusz műve, az Atilla és a hunok (2006) és a Történelmünk központi titkai (2011).
Társadalmi tevékenységei közé tartozott, hogy ő vetette fel a Berzsenyi Dániel Irodalmi és Művészeti Társaság újraalakulásának időszerűségét, és kezdte el Kiss Dénessel annak újjászervezését. Emellett útjára indította a Magyar Védőkar Mozgalmat is. A magyar nemzeti ősvallás történelmi alapjainak feltárása után megpróbálta újjáéleszteni a Magyar Nemzeti Egyházat, ám ennek bejegyzéséhez a cégbíróság nem járult hozzá, csak Megyeri Keresztény Egyház elnevezéssel. Hat oldalas terv alapján kezdeményezte a Magyar Ősidők Várának felépítését. Tanácsaival, javaslataival segítette a Rituális Színházat is, amely Kirsten Delholm kezdeményezésére alakult meg.
Nem csak a történelem terén alkotott, tudományos munkássága interdiszciplináris módon terjedt ki a tudományfilozófiára, kultúrtörténeti írásokat jelentetett meg, de alkotott a szépirodalomban is. Tevékenységét pozitívan értékelték kortárs magyar költők, írók, tudósok (Bakay Kornél, Majtényi Zoltán) is. Egyik versét (Magyar mesehősök) a Misztrál zenekar megzenésítette.
Részt vett a „Collective Consciousness” (Közösségi tudati erőterek) nemzetközi kutatócsoport munkájában, amelynek a Nobel-díjas Ilya Prigogine is tagja volt. Ennek keretében részletes kutatási tervet dolgozott ki a kozmikus és közösségi erőterek szerepének vizsgálatára az élet, a tudat és az ember kialakulásában és evolúciójában (Kutatási Terv, 1996), amelynek egy része angol nyelvű szakfolyóiratban is napvilágot látott.
Természettudományos munkásságában a tudatkutatás mellett szerepet játszott a Napkutatás, a kozmológia, az evolúció elmélete, az elméleti biológia és az elméleti fizika is. Úgy vélte, hogy a kölcsönhatások elsődlegesek az anyaghoz képest, és hogy a kölcsönhatások kozmikus törvénye érzékelést, együttműködést, elemi és természetes kölcsönösséget jelent, és az egész világegyetem öntevékeny, titáni szerveződés, önkéntes csoportosulás révén fejlődik az érzékelés elemi és mindent átható elve alapján. Mindemellett nyelvészeti, társadalom-elméleti, filozófiai és egyéb természettudományos kutatásokat is folytatott.
2003. július 17-én hunyt el Budapesten, sírja a Farkasréti temetőben található.

### Vitatott nézetei
Munkássága a magyarság Kárpát-medencei őshonos mivoltának bizonyítására irányult, ellentétben a magyar honfoglalás általánosan elfogadott elméletével, illetve a magyar nép kialakulásának, etnogenezisének mind a finnugor nyelvrokonságot, mind a hun–magyar rokonságot valló nézeteivel. Erőfeszítéseket tett egy ősmagyar alapokon nyugvó Magyar Nemzeti Egyház megalapítására, de nem tudta keresztülvinni ezt a nagyszabású elképzelését. A Tarih-i Üngürüszben található csodaszarvasmonda elemzése alapján arra a következtetésre jutott, hogy az őshonos nép kirajzásai után még hét magyar „hazatérésre” került sor. Az árpádi „hazatérést” tartotta az utolsónak, azaz szám szerint a nyolcadiknak. Ezeket a megállapításait nem tudta úgy bemutatni, hogy történész társai tudományos vitára alkalmasnak találják.
Történészi munkásságát bírálva Paksa Rudolf azt a megállapítást tette hogyː „Azzal sem értek egyet, hogy Grandpierre K. Endre mint történész kerül említésre, hiszen áltudományos könyvei során kívül tudományosan értékelhető munkát nem tett le az asztalra.”
Királygyilkosságok című művében azt az állítást fogalmazta meg, hogy a középkori magyar királyok egyetlen kivétellel (IV. Béla) valamilyen külső hatalom által vezérelt gyilkosság áldozatai lettek. Érvelésében arra épített, hogy a magyar királyok szokatlanul fiatalon léptek trónra, szokatlanul rövid ideig uralkodtak és szokatlanul fiatalon haltak meg. Egy, a könyvét kritizáló írásban, azt vetik fel, hogy számításai során több hibát is vétett. Egyfelől az összehasonlítása alapját képező Habsburg-dinasztiának csak a 16-20. század közötti uralkodóit vette számba, ami a hosszabbodó élettartam miatt torzította az eredményt. Másfelől a kérdéses életkorú magyar uralkodók esetén rendre lefelé tévedett. A kortárs európai uralkodódinasztiákat megvizsgálva megállapítható, hogy a magyar királyok kétségtelenül a fiatalabban trónra lépő, rövidebb ideig országló és életüket korábban bevégző uralkodók közé tartoztak, de számos európai ország kortárs dinasztiája külső hatás nélkül is rosszabb számokat „produkált”, így titkos külső beavatkozást sejteni nem indokolt.
Garamvölgyi László: Hunyadi Mátyás – meggyilkolták a királyt című írásában sokat merített Grandpierre a Magyarok titkos története című sorozatából. Horváth Richárd, Garamvölgyi könyvének elemzése során arra az álláspontra jutott, hogy Grandpierre ebben a művében nem megfelelően kezelte a forrásokat. Véleménye szerint: „Grandpierre megállapításai talán figyelmetlenségből, talán a forrásokban való járatlanságából adódóan finoman szólva is kétségesek”.

## Emlékezete
Ifjúsági és verseskötetei nélkül hivatalosan 24 nagyobb horderejű művet (könyvet) hozott létre. Ezek közül A magyarok eredete című munkája Bakay Kornél szerint egyfajta népkönyvvé vált. Fia Grandpierre Attila 2011-ben jelentette meg Grandpierre K. Endre emlékezete címen kiadott Magyarságtudományi füzetek 9. számát.

## Műveinek jegyzéke

### Történelmi regény
- Az ördög apostolai / Zrínyi Miklós, a költő és hadvezér ifjúságáról, Kolozsvári Endre néven, Móra Ferenc Ifjúsági Könyvkiadó (1962)[53]
- Az ördög apostolai - Zrínyi Miklós ifjúsága, Az 1962-es mű újrakiadása, Titokfejtő Könyvkiadó. 978-963-7707-07-0 (2014)[54]

### Oknyomozó történelmi könyvei
- szerk.: Dr. Czennerné Wilhelmb Gizella: Fekete hóesés / Nyomozás háromszáz év távolából egy történelmi gyilkosság felderítésére hiteles kordokumentumok elemzése alapján és a két Zrínyi Miklós élete. Móra Ferenc Ifjúsági Könyvkiadó (1970)[55]
- szerk.: Majtényi Zoltán: Lajos király három halála és négy temetése / Történelmi oknyomozás, Kolozsvári G. Endre néven, Móra Ferenc Ifjúsági Könyvkiadó. ISBN 9631165361 (1989)[33]
- szerk.: Mátyás István: Aranykincsek hulltak a Hargitára / A magyarok eredete: a Tarih-i Üngürüsz tükrében, Magyar titkok sorozat, Népszava Kiadó Vállalat. ISBN 963323008X (1990)[34]
- szerk.: Barcsik Géza–Mészáros Szilvia–Gerényi Gábor: Királygyilkosságok / Hogyan haltak meg a magyar királyok?, Magyarok Titkos Története sorozat, Titokfejtő Lap- és Könyvkiadó. ISBN 963-7707-00-X (1991)[56]
- A magyarok Istenének elrablása, avagy a magyar faj nagy elárultatása, Magyarok Titkos Története sorozat 3. rész, Titokfejtő Kiadó. ISBN 963-7707-06-9 (1993)[57]
- Miként menthető meg a magyar nemzet?. Titokfejtő Könyv- és Lapkiadó. ISBN 963-7707-02-6 (1993)[58]
- szerk.: Grandpierre K. Endre: Üzenet és titok: szellemi szabadságharcunk kézikönyve, Védőkar füzetek sorozatban, Titokfejtő Könyv- és Lapkiadó Kft. (1993)[59][60]
- szerk.: Kolozsvári Grandpierre Endre –Pap-Nemes János: Vészkiáltás / Fenyegetett Magyar Hazánkért - Szellemi szabadságunk kézikönyve II., Védőkar füzetek sorozatban, Kolozsvári Grandpierre Endre néven, Magyar Védőkar Csoport (1997)[61]
- Gróf Zrínyi Miklós meggyilkoltatása, A Fekete hóesés 2. kiadása a Magyarok Titkos Története sorozatban, Kolozsvári Grandpierre Endre néven, Titokfejtő Könyvkiadó. ISBN 963-7707-13-1 (1997)[62]
- szerk.: Bencsik Gábor: Anonymus titkai nyomában, Magyar Ház Könyvek sorozatban, Kolozsvári Grandpierre Endre néven, Magyar Ház Kiadó. ISBN 963-04-9565-1 (1998)[63]
- szerk.: Máté Gabriella–Máté József: Magyar ősidők csodálatos mondái / Kővárból kiáltó asszony, Őshagyományaink titkai nyomában sorozatban, Titokfejtő Grandpierre néven, Titokfejtő Könyv- és Lapkiadó. ISBN 963-7707-20-4 (1998)[64]
- szerk.: Máté Gabriella–Máté József: Rögbe rejtett Isten kardja / Régi rege róla, Magyar ősidők csodálatos mondái, Titokfejtő Grandpierre néven, Titokfejtő Könyvkiadó. ISBN 963-7707-21-2 (1998)[65]
- Őshonos-e a magyar a Kárpát-medencében?, posztumusz, Fríg Kiadó. ISBN 963-8658-89-4 (2005)[66]
- szerk.: Bognár Antal: Atilla és a hunok / A szkíta-hun-magyar folytonosság, posztumusz, a könyv 2009-ben és 2012-ben is ki lett adva[67][68], Napkút Kiadó. ISBN 963-8658-89-4 (2006)[69]
- A magyarok Istenének elrablása avagy A magyar faj nagy elárultatása; Koronás Kerecsen, Bp., 2008 (Magyarok titkos története)
- Történelmünk központi titkai; Titokfejtő, Bp., 2011
- A magyarok Istenének elrablása; jav., kieg. Grandpierre Atilla; 3. jav. kiad.; Titokfejtő, Zebegény, 2015 (Grandpierre K. Endre könyvei)

### A Történelmünk központi titkai sorozat füzetei
Az írások megjelentek a Grandpierre Atilla által 2011-ben kiadott Történelmünk központi titkai / Magyar ősvallás-őshaza: Kárpát-medence – Árpád nagykirály című gyűjteményes kötetben, melynek előszavát is ő maga írta. A kötet tartalma és az írások (A könyvben nem szerepel a sorozatban hetedikként kiadott Miért söpri el a történelem a trianonokat? című írás):
1. rész: Mi az igazság az Árpádi bejövetel körül? / Ellentmondó, rejtélyes jelenségek a honvisszavétel körül (1994)[71]
2. rész: Hol van a magyar őshaza? / Az őshazakutatás csődje (1995)[72]
3. rész: Mióta él nemzet e hazán? (1996)[73]
4. rész: Isten szava a magyar nép szava / Az ősi magyar népfelségjog virágzása és hanyatlása (1996)[74]
5. rész: A magyar ősvallás történelmi alapjai (1996)[75]
6. rész: Tízezer évi küzdelem hazánk megmaradásáért (1996)[76]
7. rész: A magyarság őseredete. (1996)[77]
8. rész: Árpád kirekesztése az Árpád-házból (1996)[78]
9. rész: Istennyomok hét ölnyi por alatt I. rész / Amit a magyar ősvallásról tudni kell (1997)[79]
10. rész: Istennyomok hét ölnyi por alatt II. rész. / Az Élet vallása (1997)[80]

A Miért söpri el a történelem a trianonokat? című mű 1996-ban jelent meg a Titokfejtő Könyvkiadó gondozásában.

### Verseskötetei
- Kiegészítések... / Versek. Szépirodalmi Könyvkiadó. ISBN 963-15-3794-3 (1989)[82]
- Erdély ereklyéi emlékeztetnek engem / Versek. Eötvös kiadó. ISBN 963-026-080-8 (1989)[83]
- Szent éhség / Szerelmi üvöltéstan/A gyönyör himnusza/Látomások és hallomások - Termésbetakarítás, Grand Pierre néven, Titokfejtő Könyvkiadó. ISBN 9637707220 (1999)[84]
- Apám szíve dobog bennem – A Grandpierre-család verseiből[85][86]
  - Ez a haza
  - Hajnal Homoródon
  - Titokzatos halottak
  - Az ősz csodái
  - Kisdedeknek
  - Magyar mesehősök
  - Hallottam sír a lőtt vad az erdőben
  - Szerelmünk bársonyszőnyegén
  - Hóemberként állok a havazásban
  - Zeng már az ősz
  - Mese
  - Elrabolt tavaszok szétdúlt sírja fölött
  - Titikzatos virradat
  - Bűntelenek
  - Erdőszagú igásdal
  - A rózsa belülről csönget
  - Megcsókolom a sziklát
  - Csodahalott
  - Idegenpártolás
  - A Hadak Útja ősi pogány színképei
  - Csontjaimon átsüt a farkasok éhe
  - Galambraj száll az égen
  - Emberi fohász a harmadik évezred küszöbén
  - Az emlékezet eszmélése

### Legfontosabb tanulmányai folyóiratokban, heti- és napilapokban[14]
- A királynét megölni nem kell, vagy egy XIII. századi magyar Hamlet, avagy János érsek nyugtalan éjszakája.  Kortárs,  XX. évf.  10. sz. (1976. október)   1617–1621. o.[87]
- A királynét megölni nem kell, vagy egy XIII. századi magyar Hamlet, avagy János érsek nyugtalan éjszakája.  Látóhatár,   (1976. október)   68–78. o.[88]
- A csodaszarvas-monda új változatai egy latinból törökre fordított magyar ősgesztában.  Kortárs,   (1979. december)   1952–1969. o.[89]
- Új őstörténeti forrásunk: A Tárih-i-Üngürüsz titkai nyomában.  Dunakanyar,  XVII. évf.  4. sz. (1980. április)   48–53. o.[90]
- Előtörténetünk a Tárih-i-Üngürüsz ős-csodaszarvas-mondái tükrében.  Forrás,  XIII. évf.   (1981. november)   1617–1621. o.[91]
- Árpád-fejedelem-kori ősgeszta anyaga egy új történeti ősforrásunkban – a Tárih-i-Üngürüszben.  Magyar Múlt,   (1981. február)   125–144. o.
- A „Magyarok története” című török nyelvből magyarra fordított kódexről.  Látóhatár,   (1982. január)
- A tatárjárás titkai, avagy Béla király menekülése: Történelmi nyomozás I.  Napjaink,  XXIV. évf.  6. sz. (1985)   23–27. o.[92]
- A tatárjárás titkai, avagy Béla király menekülése: Történelmi nyomozás II.  Napjaink,  XXIV. évf.  7. sz. (1985)   13–20. o.[93]
- Tatárjárásról, magyar-lengyel barátságról.  Napjaink,  XXIV. évf.  9. sz. (1985)   36–37. o.[94]
- „Vak lesz a hat, és hat a vak…!”: Észrevételek Csorba Csaba cikkéhez.  Napjaink,  XXV. évf.  1. sz. (1986)   36–39. o.[95]
- II. Lajos király három halálának négy színtere, négy vagy öt holtteste és öt temetése.  Somogy,  XXV. évf.   (1991. január)   45–57. o.
- A nemzeti ősvallás jelentősége.  Magyarok Vasárnapja,   (1996. július 28.)
- A nagy halálkorszak és az ifjúság.  KAPU,  XXV. évf.   (1998. augusztus)   36–61. o.[96]
- A nemzeti ősvallás jelentősége.  KAPU,   (1999. április 28.)   51–52. o.
- Őshonos-e a magyar a Kárpát-medencében? 1. rész.  Ősi Gyökér,  XXVIII. évf.  2. sz. (2000)[97]
- Őshonos-e a magyar a Kárpát-medencében? 2. rész.  Ősi Gyökér,  XXIX. évf.  1. sz. (2001)[98]
- Őshonos-e a magyar a Kárpát-medencében? 3 rész.  Ősi Gyökér,  XXX. évf.  1. sz. (2002)[99]
- Aranykor: A magyar őshagyományról.  Ősi Gyökér,  XXX. évf.  3. sz. (2002)[100]
- Az ősi magyar hitről.  Ősi Gyökér,  XXX. évf.  4. sz. (2002)[101]

### Legfontosabb szépirodalmi kisebb művei[14]
- Jégtündér, Kispajtások Mesekönyve sorozatban, Kolozsvári Endre néven, Móra Ferenc Könyvkiadó (1957)[26]
- Találós kérdések, Kolozsvári Endre néven, Móra Ferenc Ifjúsági Könyvkiadó (1959)[27]
- Szegénylegény és levélmenyasszony, Kolozsvári Endre néven, Móra Ferenc Könyvkiadó (1961)[102]
- Üvegcserepek, csend, eső.  Élet és Irodalom,   (1970. június 27.)
- (1978. június 18.) A pillanat foglyai. Magyar Nemzet.
- Korlátok korlátlan kora, Mammuttalpak alatt.  Napóra,   (1996. február)   16. o.
- Prózakísérletek.  Napóra,   (1996. február)   16–17. o.
- Betonpólya: Az 1956-os forradalom siratója.  Napóra,   (1996. február)   17–18. o.
- A csend titkai.  Élet és Irodalom,   (2003. augusztus 1.)[103]

### Legfontosabb kisebb tanulmányai[14]
- (1970. február) A valóságot ostromolva. Könyvtájékoztató XV (2), 2. o.
- (1978. február 12.) Régi farsangok fényei. Magyar Nemzet.
- (1984. június 30.) Miért verdes a denevér Zrínyi költeményében?. Népszava, 2. o.
- (1984. szeptember 2.) A csitári hegyek alatt. Népszava, 6. o.
- (1984. december 16.) Angyal a vártemplom gombján?. Népszava, 2. o.
- Magyarok ezeréves éneke: munkaszimfónia. Az éneklő szolgáló esete Gellért püspökkel.  Somogy Kulturális folyóirat,   (1988. február)   31–40. o.[104]
- Hittérítés vagy titkos hódítás és nemzetpusztítás?  Napjaink,   (1990. május)   1–5. o.
- (1994) A Tetejetlen Fa rejtelme. Magyar Nemzet.
- (1994. július) Világkaloda. Jobb Jövőt, 4. o.
- (1996) Visszaszerezni az igazi tudást. Demokrata (20), 25–26. o.

### Angolul megjelent tudományos tanulmánya
- Collective Fields of Consciousness in the Golden Age.  World Futures. The Journal of General Evolution,  55. sz. (2000)   357–379. o.[105]

### Néhány fontosabb interjú
- (1991-12-19) A politika nem építhet szívrohamra. Reform.
- (1993. március 30.) A Tetejetlen Fa rejtelme. Magyar Nemzet 9.
- Matúz Gábor (1996). Arckép. Demokrata 23, 58–60. o.

### Kiadatlan munkái[14]

#### Széppróza
- A lilák hangversenye, 86 oldalas mágikus próza

### Drámák
- A kitörés esélyei / Magyarhon nem bukhat el, Zrínyi-dráma (1999)
- Vissza az Aranykorba! Szépséggel lázítani (2000)

### Verseskötetek
- Meg kellene fújni végre már a kürtöket / Világtalan Vazul énekei (2000)

### Nyílt levele
- Felhívás a világ magyarságához: valósítsuk meg a Magyar Ősidők Várát!

## Elismerései, méltatásai
- Majtényi Zoltán:  Grandpierre K. Endre köszöntése.  Élet és Irodalom,  XX. évf.   (1976. október 2.)   6. o.
- Zöldi László:  A történetírás: művészet: Beszélgetés Perjés Géza történésszel.  Élet és Irodalom,  XXI. évf.   (1977. február)
- Majtényi Zoltán:  Grandpierre K. Endre köszöntése.  Élet és Irodalom,  XXX. évf.   (1986. október 10.)
- Csaplár Vilmos:  Méregkeverők ígéretföldje: Magyarország.  Új Magyarország,   (1992. január 11.)
- Bakay Kornél:  Kolozsvári Grandpierre Endre, Anonymus titkai nyomában.  Turán,  XXVIII. évf.  3. sz. (1998)   93–94. o.
- Bognár József:  A titokfejtő titka.  Demokrata,  32. sz. (2003)
- Major István:  Kolozsvári Grandpierre Endre életműve.  Hazánkért,   (2004. szeptember)
- Major István:  Grandpierre K. Endre (1916-2003) munkásságáról: Könyv-ítélőszék. Terjesztésből és médiákból kizárt, kalandos sorsú könyvek.  KAPU,   (2003. augusztus)   39–42. o.
- Grandpierre Attila:  Grandpierre K. Endre, a titokfejtő: történész és gondolkodó (1916-2003) 1. Rész.  Leleplező,   (2003. május 5.)   131–135. o.
- Grandpierre Attila:  Grandpierre K. Endre, a titokfejtő: történész és gondolkodó (1916-2003) 2. Rész.  Leleplező,   (2004. június 1.)   132–137. o.
- Grandpierre Atilla:  A történészek díszpáholyában lenne a helye.  Arany Tarsoly,  48–53. sz. (2008. június 1.)

### Kitüntetései
Az 1940-es és 1970-es évek között több állami díjjal is kitüntették.:
- A Magyar Népköztársasági Érdemérem arany fokozata 1949,[109]
- Szabadság Érdemrend 1954[109]
- A Szocialista Kultúráért 1954[109]
- A Szocialista Munkáért Érdemérem 1954[109]
- A Munka Érdemrend arany fokozata 1976[109]